# Agrotis luteago
Agrotis luteago är en fjärilsart som beskrevs av Rudolf Pinker 1974. Agrotis luteago ingår i släktet Agrotis och familjen nattflyn. Inga underarter finns listade i Catalogue of Life.